# Електротехнічна сталь

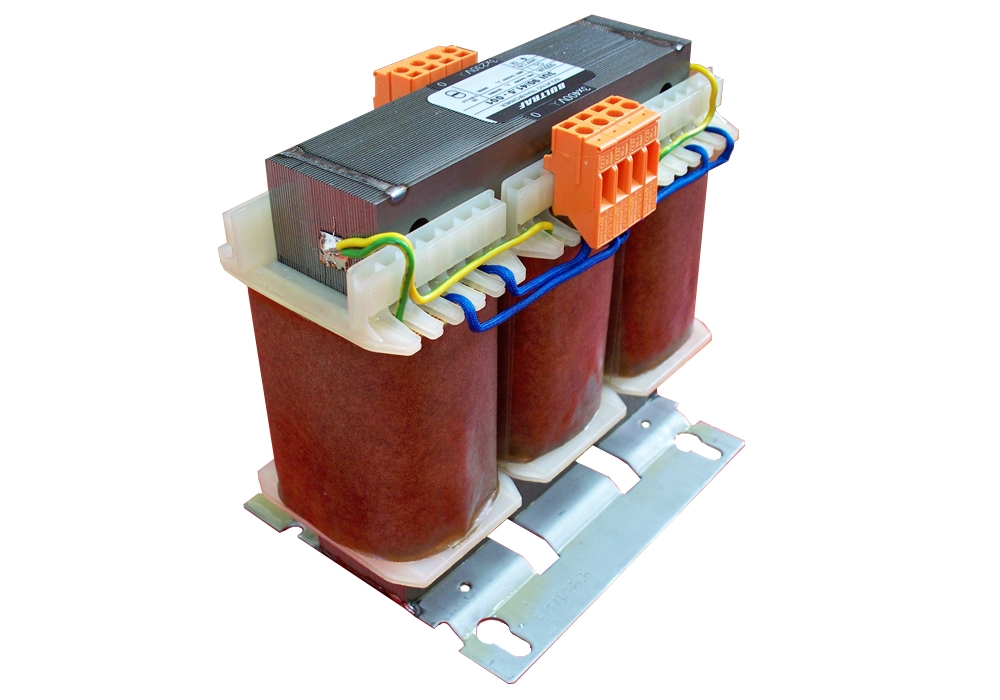
Трансформатор з осердям, набраним із пластин з електротехнічної сталі

Електротехні́чна сталь — маловуглецева сталь з високою магнітною проникністю. Застосовують для виготовлення магнітопроводів (осердь) електротехнічного устаткування (трансформаторів, електричних генераторів, електродвигунів, дроселів, стабілізаторів напруги, реле тощо).

## Класифікація
В залежності від потрібних властивостей, електротехнічна сталь містить різну кількість кремнію. За вмістом кремнію електротехнічні сталі поділяють на низьколеговану (0,5…1,8% Si), середньолеговану (1,8…2,8% Si), леговану (2,8…3,8% Si) і високолеговану (3,8…4,8% Si). Кремній підвищує електричний опір сталі, зменшує питомі втрати енергії (на гістерезис і вихрові струми), знижує індукцію насичення і пластичність.
В залежності від технології виробництва електротехнічні сталі поділяють на холоднокатані (ізотропні або анізотропні; кількість кремнію до 3,3%) і гарячекатані (ізотропні; кількість кремнію до 4,5%). Часто як легувальний додаток електротехнічна сталь може містити алюміній (до 0,5%). Низько- і середньолеговані електротехнічні сталі умовно називають динамними. Листи з таких електротехнічних сталей (товщиною 0,5…1,0 мм) застосовують для виготовлення роторів і статорів електричних машин. До легованих і високолегованих електротехнічних сталей належать трансформаторні сталі. Гаряче- і холоднокатані трансформаторні сталі (товщина листа 0,35…0,50 мм) застосовують у виробництві осердь силових трансформаторів і магнітопроводів гідрогенераторів змінного струму.
Магнітні властивості електротехнічних сталей поліпшують утворенням кубічної текстури і рафінуванням від супутніх домішок.

## Виробництво
Якісні показники електротехнічних сталей характеризуються електромагнітними властивостями (питомими втратами, коерцитивною силою і магнітною індукцією насичення), ізотропністю магнітних властивостей (значень магнітних властивостей металу вздовж і поперек напряму вальцювання), геометричними розмірами і якістю листів та смуг, механічними властивостями, а також параметрами електроізоляційного покриття.
Зниження питомих втрат в сталі забезпечує зменшення втрат енергії в магнітопроводах; підвищення магнітної індукції сталі дозволяє зменшити габарити магнітопроводів; зниження анізотропії магнітних властивостей покращує характеристики пристроїв з обертовими магнітопроводами.
Електротехнічні сталі зазвичай поставляються у відпаленому стані. Для зняття механічних напружень, що виникають при виготовленні деталей магнітопроводів, проводять додаткове короткочасне відпалювання при 800…850 °С.

## Маркування

### За ГОСТ 3836-83
За ГОСТ 3638-83 регламентуються характеристики та умови поставки електротехнічної нелегованої, гарячекатаної (товщиною 2…3,9 мм) та холоднокатаної (товщиною 0,5…3,9 мм) тонколистової сталі та стрічки шириною 200…1250 мм, що застосовуються в магнітних колах електричних апаратів та приладів.
Нелеговані електротехнічні сталі виготовляють такими ж металургійними способами, що і технічно чисте залізо; вміст вуглецю і домішок допускається в тих же кількостях. Електротехнічні сталі постачають з гарантованими магнітними властивостями для електротехнічної промисловості. Однак, низький питомий електричний опір (ρ < 0,1 мкОм·м) збільшує теплові втрати при перемагнічуванні, а це обумовлює її використання тільки в пристроях з постійним магнітним полем.
Перша цифра в марці вказує спосіб виготовлення: гарячекатана сталь (1), холоднокатана ізотропна (2).
Друга цифра (0 або 1) тип за вмістом кремнію (< 0,03%): 0 вказує на відсутність нормування за коефіцієнтом старіння, 1 — з нормованим коефіцієнтом старіння.
Третя цифра визначає головну характеристику, яку гарантує завод-виробник, а саме: цифра 8 позначає коерцитивну силу Нс, а її значення (в А/м) показують дві останні цифри.
Приклади маркування сталі: 10895, 20864, 20848 тощо.

### За ГОСТ 21427-83
Електричний опір сталі збільшують легуванням кремнієм. Розчиняючись у залізі, кремній утворює легований твердий розчин. Один відсоток кремнію підвищує питомий опір на 0,12 мкОм·м, але знижує значення індукції насичення Вs на 0,48 Тл. При відпалюванні кремній сприяє росту кристалів і тим самим трохи знижує коерцитивну силу Нс. Однак, сталі із вмістом кремнію вище за 4% стають крихкими, погано вальцюються, що ускладнює отримання тонкого листа прокату. Для зменшення теплових втрат сердечники з кремнієвої сталі використовують у вигляді тонких (< 1 мм) листів з прошарком ізоляції (полімери, оксиди).
За стандартом при маркуванні перша цифра в марці визначає вид прокату і структуру: 2 — холоднокатана ізотропна товщиною від 0,27 до 0,50 мм, 3 — холоднокатана анізотропна товщиною від 0,27 до 0,80 мм.
Друга цифра в марці вказує вміст Si (в %): 0 — вміст < 0,4%; 1 — (0,4 — 0,8%); 2 — (> 0,8 — 1,8%);3 — (> 1,8 — 2,8%); 4 — (> 2,8 — 3,8%); 5 — (> 3,8 — 4,8%).
Третя цифра визначає втрати на гістерезис і теплові втрати при визначених значеннях магнітної індукції В та частоти f. Наприклад, 1 — питомі втрати при В = 1,5 Тл і f ≤50 Гц (Р1,5/50). Четверта цифра — код числового значення нормованого параметру. Чим більша цифра, тим менші питомі втрати Р1,5/50.
Приклади маркування сталі: 2411, 2421, 3416 тощо.